# R. F. Langley
Roger Francis Langley, noto semplicemente come R. F. Langley (Rugby, 23 ottobre 1938 – 25 gennaio 2011), è stato un poeta e insegnante britannico.

## Biografia
Nato a Rugby nel 1938, Roger Francis Langley studiò al Jesus College dell'Università di Cambridge e lavorò come insegnante di letteratura inglese e storia dell'arte in diversi licei e grammar school britannici. Dopo aver pubblicato poesie su periodici e antologie per anni, ottenne il successo nel 2000 quando la Carcanet Press pubblicò una raccolta delle sue opere, candidata al Costa Book Awards. Nei sette anni successivi pubblicò altre quattro libri di poesie: More or Less (2002), Twine (2004), Journals (2006) e The Face of It (2011). La sua poesia "To a Nightingale" vinse il Forward Poetry Prize, che gli fu assegnato postumo nel 2011.
Fu sposato con Barbara Langley da cui ebbe i figli Ruth ed Eric.

## Opere (parziale)
- Collected Poems, Londra, Carcanet Press, 2000, ISBN 9781857544480
- More or Less, Londra, Many Press, 2002, ISBN 9780907326366
- Journals Journals, Londra, Shearsman Books, 2006, ISBN 9781905700004
- The Face of It, Londra, Carcanet Press, 2007, ISBN   9781857549003
- Complete Poems, Londra, Carcanet Press, 2015, ISBN  1784100641